# Georg Ernst Ludwig Hampe
Georg Ernst Ludwig Hampe (Fürstenberg, 5 juli 1795 - Helmstedt, 23 november 1880) was een Duitse bryoloog en botanicus.
Hampe werkte als apotheker in Blankenburg tussen 1825 en 1864. In die tijd verzamelde en bestudeerde hij de inheemse flora in de Harz. Hij was vooral geïnteresseerd in mossen. Zijn herbarium van circa 25.000 specimens bevindt zich in het Britse Natural History Museum.

## Werken
- Prodromus florae Hercynicae (Halle 1836, Nordhausen 1842)
- Linnaea (1844)
- Icones muscorum novorum vel minus cognitorum (Bonn 1844)
- Flora Hercynica oder Aufzählung der im Harzgebiete wildwachsenden Gefässpflanzen, G. Schwetschke'scher Verlag. (1873)
- Flora Hercynica (Halle 1875)